# Musée de Mouassine
Le musée de Mouassine est un musée situé dans le quartier de Mouassine, au cœur de la médina historique de Marrakech, au Maroc. Le musée est hébergé dans un bâtiment récemment restauré, offrant un aperçu fascinant de l'histoire et de la culture de la région.

## Histoire
Le Musée de Mouassine a été établi pour préserver et mettre en valeur le riche patrimoine culturel de Marrakech. Il est le fruit de restaurations minutieuses entreprises pour sauvegarder un bâtiment historique et en faire un espace dédié à l'exposition d'objets et d'artefacts significatifs.
Ce site historique, reconverti en musée de la musique, propose aux visiteurs une expérience unique de découverte de la musique traditionnelle marocaine dans un riad du XVIe siècle soigneusement restauré. Le musée abrite une riche collection d'instruments de musique et organise des concerts en direct, constituant ainsi une destination incontournable pour les passionnés de musique et les amateurs de culture.

## Collections
Le Musée abrite une variété d'objets et d'œuvres d'art qui reflètent l'histoire, la tradition et l'artisanat de Marrakech et de la région environnante. Les collections comprennent des textiles, des céramiques, des bijoux, des instruments de musique, et bien d'autres pièces d'intérêt culturel.